# 30 janvier dans les chemins de fer
30 décembre 30 février
Chronologies thématiques
- Croisades
- Sports
- Disney

Cette page concerne les événements qui se sont déroulés un 30 janvier dans les chemins de fer.

## Événements

### XXesiècle
- 1998. France, Royaume-Uni : restructuration de la dette d'Eurotunnel, celle-ci est réduite de 55 % passant de 70 à 31 milliards de francs, en échange de l'attribution de 45,5 % du capital aux banques créancières.
- 2000. France : réouverture de la gare d'Hettange-Grande